# Andreianova (cratère)
Andreianova est le nom d'un cratère d'impact présent sur la surface de Vénus. 
Le cratère a ainsi été nommé par l'Union astronomique internationale en 1994 en hommage à la ballerine russe Elena Andreianova.  
Son diamètre est de 66,1 km. Il se situe dans la région du quadrangle d'Ix Chel Chasma (quadrangle V-34). 